# Yauhquemehcan
Yauhquemehcan es una localidad del estado mexicano de Tlaxcala. Es cabecera del municipio de Yauhquemehcan.

## Demografía
| Censo | Población |
| ----- | --------- |
| 1900  | 948       |
| 1910  | 965       |
| 1921  | 1055      |
| 1930  | 1214      |
| 1940  | 1163      |
| 1950  | 1413      |
| 1960  | 1614      |
| 1970  | 1593      |
| 1980  | 1945      |
| 1990  | 4892      |
| 1995  | 6104      |
| 2000  | 3932      |
| 2005  | 3462      |
| 2010  | 4204      |
| 2020  | 4544      |